# گرگ بیزار
گرگ بیزار فیلمی به کارگردانی مازیار پرتو و نویسندگی بهزاد فراهانی محصول سال ۱۳۵۲ است. این فیلم در شهر مجن و روستای دولت‌آباد از توابع شهرستان شاهرود فیلمبرداری شده است.

## داستان
آهنگری با همسرش گل‌اندام در قطعه زمینی دور از آبادی کشت و زرع و زندگی می‌کنند. مردم دهکده نظر مساعدی به آن‌ها ندارند و به همین‌جهت وقتی آهنگر از آن‌ها می‌خواهد که در وضع حمل همسرش به او کمک کنند، آن‌ها خودداری کرده و سرانجام همسر آهنگر درمی‌گذرد. مردم حتی اجازهٔ دفن همسر آهنگر را در قبرستان دهکده نمی‌دهند و در این زمان است که آهنگر عاصی شده و در پی انتقام دست به کشتار می‌زند

## بازیگران
- بهروز وثوقی
- آرام
- جعفر والی
- کبرا سعیدی
- جلال پیشواییان
- ذبیح‌اله ذبیح پور
- نریمان شیری فرد
- میرمحمد تجدد
- بهزاد فراهانی
- عباس ناظری نیک
- یدالله محمدی‌نژاد